# Erioptera acanthapophysis
Erioptera acanthapophysis är en tvåvingeart som beskrevs av Alexander 1973. Erioptera acanthapophysis ingår i släktet Erioptera och familjen småharkrankar. Inga underarter finns listade i Catalogue of Life.